# Ото V (Бранденбург)
Вижте пояснителната страница за други личности с името Ото V.
Ото V Дългия (на немски: Otto V von Brandenburg, „der Lange“, Longus, * 1246; † 1298) от род Аскани е като маркграф сърегент на неговия братовчед Ото IV в Маркграфство Бранденбург.
Той е син на маркграф Ото III (* 1215; † 9 октомври 1267) и на Беатриса Бохемска (или Божена Пршемисловна, 1225 – 1290), дъщеря на Венцеслав I (крал на Бохемия) и Кунигунда фон Хоенщауфен.
През октомври 1271 г. той заедно с братовчед му Ото IV се бие против унгарския крал и завладяват и плячкосват Пресбург.
Той живее много години в двора на неговия роднина Отокар II, крал на Бохемия в Прага, брат на майка му. През 1278 г. Отокар II умира на бойното поле и Ото управлява Бохемия като регент, по волята на Отокар II, на седемгодишния престолонаследник Вацлав II, синът на Отокар II.
Ото се жени първо за Катарина, дъщеря на Примислав от Полша. Бракът е бездетен. Неговата втора съпруга от 1268 г. е Юдит фон Хенеберг-Кобург, дъщеря на граф Херман I от Хенеберг, и има с нея седем деца.

## Деца
Ото V и втората му съпруга Юдит (Юта) фон Хенеберг († 13 септември 1327) имат седем деца:

- Херман III (1275 – 1308), маркграф на Бранденбург, женен през 1295 г. за Анна Австрийска († 1327)
- Ото фон Брандебург-Залцведел (ок. 1270 – сл. 1295), женен за Хедвига от Силезия († ок. 1343/1347)
- Албрехт (ок. 1273 – 1298)
- Мехтхилд фон Брандебур-Залцведел (ок. 1270 – 1300), омъжена 1288 г. за херцог Хайнрих IV от Бреслау († 1290)
- Кунигунда († 1317)
- Беатрикс фон Брандебург (ок. 1270 – ок. 1315), омъжена I. 1284 г. за херцог Болко I фон Швидница († 1301), II. ок. 1308 г. за херцог Владислав II от Силезия-Козел († ок. 1351/52)
- Юдит фон Брандебург (ок. 1280 – 1328), омъжена 1298 г. за херцог Рудолф I фон Саксония-Витенберг († 1356)